# Phenacoccus tergrigorianae
Phenacoccus tergrigorianae är en insektsart som beskrevs av Borchsenius in Borchsenius och Ter-grigorian 1956. Phenacoccus tergrigorianae ingår i släktet Phenacoccus och familjen ullsköldlöss.
Artens utbredningsområde är Armenien. Inga underarter finns listade i Catalogue of Life.